# Silent Lucidity
Silent Lucidity è una power ballad del gruppo musicale statunitense Queensrÿche, estratta come secondo singolo dall'album Empire nel febbraio del 1991. È diventato il brano di maggior successo del gruppo, raggiungendo la nona posizione della Billboard Hot 100 e il primo posto della Mainstream Rock Songs negli Stati Uniti.

## La canzone
Scritta dal chitarrista Chris DeGarmo, la canzone ha come argomento principale quello del sogno lucido, ovvero la pratica che avviene quando l'individuo si rende cosciente del proprio sogno e tenta di modificarlo a suo piacere. DeGarmo ebbe l'idea per comporre il testo dopo aver letto un libro sull'argomento. Verso la fine del brano, si sente un violoncello eseguire il motivetto della Ninna nanna di Brahms.
Musicalmente, la canzone si caratterizza per la presenza di una vasta sezione orchestrale diretta da Michael Kamen. È stata nominata per la Miglior canzone rock e la Miglior performance di un duo o un gruppo ai Grammy Awards 1992. Durante la serata di premiazione, il gruppo ha eseguito il brano dal vivo accompagnato dalla sezione orchestrale.
Nel 2014 è stata indicata come la 19ª più grande power ballad di tutti i tempi da Yahoo! Music.

## Video musicale
Il videoclip del brano è stato diretto da Matt Mahurin. Il video ha ricevuto diverse candidature agli MTV Video Music Awards 1991, venendo alla fine premiato come preferito del pubblico.

## Tracce
7" Single EMI 016-20 4249 7
1. Silent Lucidity – 5:47
2. The Mission (Live) – 6:10

CD-Maxi EMI 20 4249 2
1. Silent Lucidity – 5:47
2. The Mission (Live) – 6:10
3. Eyes of a Stranger (Live) – 8:06

- Le tracce dal vivo sono state registrate all'Hammersmith Odeon di Londra, nel Regno Unito, il 14 e il 15 novembre 1990.

## Classifiche
| Classifica (1991)             | Posizione massima |
| ----------------------------- | ----------------- |
| Belgio (Fiandre)              | 44                |
| Canada                        | 7                 |
| Germania                      | 46                |
| Nuova Zelanda                 | 11                |
| Paesi Bassi                   | 21                |
| Regno Unito                   | 18                |
| Stati Uniti                   | 9                 |
| Stati Uniti (mainstream rock) | 1                 |
| Svizzera                      | 24                |